# Fred Giannelli
Fred Giannelli (* 12. März 1960 in Medford) ist ein US-amerikanischer Musiker, Musikproduzent und Labelbetreiber.

## Leben
Giannelli kam 1984 in Kontakt mit Genesis P-Orridge, auf dessen Label Temple Records er im Folgejahr unter dem Namen Turning Shrines eine 12" veröffentlichte. 1987 kam er nach dem Ausscheiden von Alex Fergusson als Tourgitarrist zu P-Orridges Gruppe Psychic TV und avancierte dort zum Komponisten von nunmehr hauptsächlich elektronischer Musik, der u. a. auch den Singlehit „I.C. Water“ schrieb und mit Psychic TV auf Temple Rec. in kurzer Zeit mehrere Alben vorlegte. Giannelli zählt zu den Pionieren des Acid House. Verschiedentlich wird behauptet, dass Psychic TV diesen Begriff in der Zeit mit Giannelli überhaupt erst geprägt haben. Daneben veröffentlichte er 1988 ein Soloalbum als Turning Shrines sowie mit Caresse, der Tochter von Genesis P-Orridge, als Caresse & Sickmob eine Coverversion von Jimi Hendrix’ „Are you experienced“.
1990 kam es nach einer finanziell desaströsen Tournee zum Zerwürfnis mit P-Orridge, woraufhin Giannelli 1991 das Label Telepathic Records gründete. Darauf veröffentlichte er eigene Produktionen, bei denen er sich künftig auf experimentellen Techno und Acid House spezialisierte. Er arbeitete mit Richie Hawtin (als Spawn) und Cari Lekebusch und nahm auch weitere Musiker in sein Labelrepertoire auf. Giannelli trat als Live-Act später insbesondere in Techno-Clubs und -Festivals auf.
Giannellis Produktionen und sein Liverepertoire zeichnen sich durch Experimentierfreude und Humor aus, bedienen jedoch aufgrund ihres avantgardistischen Minimalismus lediglich ein Spartenpublikum. Sein Stil ist einerseits vom Detroit-Techno, andererseits von deutschem Techno geprägt. Seine auf Telepathic erschienenen Vinyl-Releases wurden in Deutschland vom Technolabel Superstition als zwei Compilation-CDs vertrieben, er ist jedoch auf unzähligen Techno-Compilations als Produzent oder Remixer vertreten, Tourneen führen ihn um die ganze Welt.
Gianelli benutzt unter anderem folgende Pseudonyme: Acid Didj, Fred, FredEx, Fred vom Jupiter, Kooky Scientist, Sickmob und Turning Shrines.

## Diskografie (Auszug)
- Turning Shrines: Face of another, 12", Temple Rec. 1985
- Turning Shrines: Cinnabar and porcellain, LP, Temple Rec. 1988
- Psychic TV: Tekno Acid Beat, LP, Temple Rec. 1988
- Caresse & Sickmob: Are you experienced?, 12", Temple Rec. 1989
- Psychic TV: Love War Riot, 12", Temple Rec. 1989
- Psychic TV: Kondole/Dead Cat, LP, Temple Rec. 1989
- Psychic TV: Live at thee Pyramid, LP, Temple Rec. 1989
- Psychic TV: Towards the infinite beat, LP, Temple Rec. 1990
- Psychic TV: I.C. Water, 12", Temple Rec. 1990
- Fred: Fred, CD, WaxTrax Rec. 1991
- Acid Didj: Acid Didj, 12", Telepathic 1992
- Giannelli: Buzzed/The Willows 12", Telepathic Rec.
- Telepathic Wisdom, CD, Superstition Rec. 1994
- Deneuve: First Premonitions, Telepathic 1995
- Deneuve: Never give up, Telepathic Rec.
- Acid Didj: Acid Didj Returns, 12", Telepathic 1996
- Telepathic Wisdom Vol.2, CD, Superstition Rec. 1996
- The Fred Giannelli Organization, 12", Telepathic 1996
- Kooky Scientist: Unpopular Science, CD, Plus8 1997
- FredEx: All the time in the world, 12", Telepathic 1998
- Fred Giannelli: Maintenance 12", Labworks 1998
- Kooky Scientist: Bottomless, EfA 1999
- Fred Giannelli: Yoni Warship, 12", Tektite 2000
- Kinky Scientist: Midlife Crisis, 12", Telepathic 2001
- Fred vom Jupiter: Unprotected Sects, Telepathic Rec.
- Fred vs. Fred: Swedish Foxes, Telepathic Rec.
- Kooky Scientist: Moscito Bites, Sub Static Rec. 2005
- Fred Giannelli: Telepathica EP, Dust Science Rec. 2005